# Zawracie
Zawracie (1863 m) – płytka przełęcz pomiędzy Wołowcem (2064 m) a Rakoniem (1879 m) w północnej grani Wołowca w Tatrach Zachodnich. Przez grań tę przebiega granica polsko-słowacka i Wielki Europejski Dział Wodny między zlewniami Morza Czarnego i Bałtyku. Wschodnie stoki spod przełęczy Zawracie opadają do Doliny Chochołowskiej Wyżniej, zachodnie do Doliny Rohackiej, tuż ponad Bufetem Rohackim i jeziorkiem Czarna Młaka.
Przez Zawracie prowadzi niebieski szlak turystyczny. Dołącza do niego zielony szlak turystyczny z Doliny Chochołowskiej Wyżniej, ale nie na samej przełęczy Zawracie, lecz w odległości 400 m na południe od niej. Rejon przełęczy jest trawiasty, porośnięty głównie sitem skuciną. Z obydwu stoków spod przełęczy schodzą lawiny, szczególnie duże do Doliny Rohackiej.

## Szlaki turystyczne
– niebieski szlak, prowadzący granią z Grzesia przez Długi Upłaz i Rakoń na szczyt Wołowca.
- Czas przejścia z Grzesia na Rakoń: 1:10 h, z powrotem 1 h
- Czas przejścia z Rakonia na Wołowiec: 35 min, ↓ 30 min.